# Ганс-Герман Пелькнер
Ганс-Герман Пелькнер (нім. Hans-Hermann Pelkner; 16 квітня 1909, Кауфунген — 3 серпня 1942, Норвезьке море) — німецький офіцер-підводник, капітан-лейтенант крігсмаріне.

## Біографія
8 квітня 1934 року вступив на флот. З жовтня 1939 по березень 1940 року — вахтовий офіцер на ескортному кораблі F-5. З травня 1940 року — командир плавучої бази R-катерів «Рауле», січня 1941 року — командир мінного тральщика 4-ї флотилії. В січні-липні 1941 року пройшов курс підводника. З липня 1941 року — вахтовий офіцер на підводному човні U-101. В жовтні-листопаді пройшов курс командира човна. З 17 грудня 1941 року — командир U-335. 30 липня 1942 року вийшов у свій перший і останній похід. 3 серпня U-335 був потоплений в Норвезькому морі, північніше Шетландських островів (62°48′ пн. ш. 00°12′ зх. д.) торпедою британського підводного човна «Сарацин». 1 член екіпажу був врятований, 43 (включаючи Пелькнера) загинули.

## Звання
- Кандидат в офіцери (8 квітня 1934)
- Морський кадет (25 вересня 1935)
- Фенріх-цур-зее (1 липня 1936)
- Оберфенріх-цур-зее (1 січня 1938)
- Лейтенант-цур-зее (1 квітня 1938)
- Оберлейтенант-цур-зее (1 жовтня 1939)
- Капітан-лейтенант (1 листопада 1941)

## Нагороди
- Медаль «За вислугу років у Вермахті» 4-го класу (4 роки)